# Harald Nissen (filolog)
Nils Harald Nissen, född den 16 september 1910 i Stockholm, död den 17 december 1990, var en svensk skolman. 
Nissen blev filosofie doktor i Uppsala 1943 på avhandlingen L'ordre des mots dans la Chronique de Jean d'Outremeuse. Han var lärare vid Lundsbergs skola 1937–1939, vid Luleå högre allmänna läroverk 1944–1945, lektor vid Vänersborgs högre allmänna läroverk och Birger Sjöberggymnasiet 1945–1975. Nissen
var ordförande i Humanistiska förbundet i Vänersborg 1953–1967 och sekreterare i Birger Sjöberg-sällskapet från dess grundande 1961. Han är begravd på Strandkyrkogården, Vänersborg.